# Gometz-le-Châtel
Gometz-le-Châtel is een gemeente in het Franse departement Essonne (regio Île-de-France) en telt 2076 inwoners (2005). De plaats maakt deel uit van het arrondissement Palaiseau.

## Geografie
De oppervlakte van Gometz-le-Châtel bedraagt 5,1 km², de bevolkingsdichtheid is 407,1 inwoners per km².
De onderstaande kaart toont de ligging van Gometz-le-Châtel met de belangrijkste infrastructuur en aangrenzende gemeenten.

## Demografie
Onderstaande figuur toont het verloop van het inwonertal (bron: INSEE-tellingen).